# 四羰基合铁酸
四羰基合铁酸是一种有机铁化合物，化学式为H2Fe(CO)4，对热、光不稳定。它是第一个发现的过渡金属氢化物。
它最初由Hieber和Leutert对HFe(CO)−
4质子化制得：
Fe(CO)5 + 2 OH− → HFe(CO)−
4 + HCO−
3
HFe(CO)−
4 + H+ → H2Fe(CO)4
它可以通过阱至阱蒸餾来提纯。